# 白国 (姫路市)
白国（しらくに）は兵庫県姫路市の町名。白国1丁目から5丁目までと大字白国に分かれる。郵便番号670-0808。

## 地理
白国は姫路市中心部北部、増位山南麓に位置する。北に砥堀、以下時計回りに保城、増位新町、増位本町、広峰、峰南町、北平野、広峰山と接する。
白国1丁目から5丁目までは増位山麓の集落・住宅地で住居表示実施済み。白国は山地の町名となっている。

## 歴史
上古は枚野里（ひらののさと）に属していた。『播磨国風土記』には新羅国の人が来て住んだので「新羅訓（しらくに）」と呼んだとある。増位山も当初は「新羅訓山」のちに「白国山」と呼ばれたが、735年（天平7年）に行基が出井（現・伊伝居）にあった増位寺をこの山に移して835年（承和元年）に増位山随願寺の勅号を与えられてから増位山と改めたとされる。
江戸時代の白国村は飾東郡のうち姫路藩領（一部増位山寺領）で村高は「旧高旧領取締帳」では542石余。他に随願寺領として飾西郡龍野町出作に279石余。
大区小区制においては飾磨県では第8大区第8小区に、兵庫県では第8大区第1小区に属した。1889年（明治22年）に水上村に属し、1933年（昭和8年）に同村が姫路市に合併しその一部となる。1897年（明治30年）に白国の南西部が野砲兵第10連隊ほかの兵営地（現・姫路駐屯地）の一部となる。1945年（昭和20年）7月3日深夜からの姫路空襲では東洋紡績姫路工場とその近辺にあった白国の住宅も被爆する。
1976年（昭和51年）に元・城北練兵場の区域（姫路競馬場を含む）が広峰1丁目・2丁目に、1979年（昭和54年）に旧東洋紡績姫路工場跡地に掛かっていた部分が増位本町1丁目・2丁目になる。1982年（昭和57年）には南部が白国1丁目から5丁目になる。1983年（昭和58年）には一部が北平野に、姫路駐屯地に掛かる部分が峰南町となる。

## 世帯数と人口
2024年（令和6年）3月31日現在の人口は以下の通り。
| 丁目             | 世帯数   | 人口   |
| ---------------- | -------- | ------ |
| 白国（丁目無し） | なし     | なし   |
| 白国1丁目        | 471世帯  | 917人  |
| 白国2丁目        | 248世帯  | 433人  |
| 白国3丁目        | 274世帯  | 535人  |
| 白国4丁目        | 395世帯  | 759人  |
| 白国5丁目        | 188世帯  | 424人  |
| 白国（合計）     | 1549世帯 | 3068人 |

それ以前の世帯数と人口は以下の通りである。
| 調査年             | 世帯数   | 人口    | 備考                                    | 備考                                  | 出典   |
| ------------------ | -------- | ------- | --------------------------------------- | ------------------------------------- | ------ |
| 1881年（明治14年） | 116世帯  | 600人   | 町域変更前                              |                                       | [ 14 ] |
| 1891年（明治24年） | 118世帯  | 693人   | 町域変更前                              |                                       | [ 14 ] |
| 1927年（昭和2年）  | 177世帯  | 967人   | 町域変更前                              |                                       | [ 14 ] |
| 1949年（昭和24年） | 227世帯  | 980人   | 町域変更前                              | 他に「奥白国」として 98世帯・450人    | [ 20 ] |
| 1951年（昭和26年） | 340世帯  | 1,479人 | 町域変更前                              | 他に「東紡社宅」として 113世帯・477人 | [ 21 ] |
| 1978年（昭和53年） | 1644世帯 | 4880人  | 町域変更前                              | 現・峰南町および 増位本町含む         | [ 22 ] |
| 1983年（昭和59年） | 1236世帯 | 3597人  | 町域確定後 （白国・白国1～5丁目の合計） |                                       | [ 23 ] |
| 1990年（平成2年）  | 1328世帯 | 3653人  | 町域確定後 （白国・白国1～5丁目の合計） |                                       | [ 24 ] |
| 1995年（平成7年）  | 1512世帯 | 3840人  | 町域確定後 （白国・白国1～5丁目の合計） |                                       | [ 25 ] |
| 2000年（平成12年） | 1591世帯 | 3896人  | 町域確定後 （白国・白国1～5丁目の合計） | 白国は居住者無し                      | [ 26 ] |

## 小・中学校の学区
市立小・中学校に通う場合、学区は以下の通りとなる。
| 番地 | 小学校             | 中学校             |
| ---- | ------------------ | ------------------ |
| 全域 | 姫路市立増位小学校 | 姫路市立増位中学校 |

## 交通
- 山陽自動車道 - 増位山トンネルが町域内を貫通する。
- 兵庫県道518号砥堀本町線
- 巡礼道 - 東方より書写山圓教寺へ至る巡礼道が白国を通過していた。古くは姫路駐屯地内を通過していた。弁天池下や谷川そばに道標が残る[28][29]。
- 神姫バス「白国」バス停（81・82・84・86系統）、「奥白国」「広峰」バス停（4系統）、「白国口」バス停（4・5系統）、「白国南口」バス停（前記各系統および3系統）[30]

## 施設・名勝
- 増位山[31]
  - 随願寺[32][33]
  - 風羅堂跡 - 松尾芭蕉（別号・風羅坊）の遺品のうち蓑と笠を、弟子の広瀬惟然を経て井上千山が姫路へ持ち帰って納めた場所。酒井忠恭の句碑「はせを葉や風にやれても名は幾世」が並び立つ[34][14][35]。
  - 榊原忠次・榊原政邦墓所
  - 池田輝政供養塔
  - 姫路藩士墓所
  - 増位山城跡（別名・有明城）[34]
- 白國神社 - 延喜式神名帳には播磨国四の宮とされる神社。安産の神として信仰される[34][36][29]。八幡社は姫路市指定重要文化財[37]。
- 佐伯神社[38]
- 大歳神社[39]
- 大将軍神社[40]
- 姫路駐屯地
- 姫路市立増位小学校

### かつての施設・名勝
- 亀井寺（白国廃寺） - 平安時代に現在の弁天池附近にあった寺[41][14][29]。
- 人見塚古墳 - 飾磨のかちん染め伝説（「かち染め」「かっちん染め」とも。熊太郎なる者が人見塚に見張りを立たせ、見つけた旅人を長者屋敷に泊めて殺害しその血で染め物をしたという伝説）とも関連する。兵営地建設で取り壊される前に調査が行われ。家形埴輪や青銅鏡などが発掘された[42][17][29][43]。
- 白国梅林 - 広く知られた梅林であったが、太平洋戦争頃に荒廃してしまった[14][44]。
- 増位温泉 - 1896年（明治29年）に冷泉を引いて作られた温泉[14]。
- 梅麟館 - 増位温泉閉鎖後も営業していた旅館だったが2021年3月29日閉館[45]。
- 姫路市立増位中学校 - 1981年（昭和56年）に増位新町へ移転した。跡地に増位小学校[14]。
- 東洋紡績姫路工場 - 1919年（大正8年） - 1975年（昭和50年）。水上村西中島にまたがって建設された。跡地は花の北副都心（増位新町、増位本町。イオン姫路など）[46]。